# حارة غدر الغربية (صنعاء)
حارة غدر الغربية هي إحدى حارات حي معين بمديرية معين إحد مديريات العاصمة اليمنية صنعاء، بلغ تعداد سكانها 3523 نسمة حسب تعداد اليمن لعام 2004.